# Aleksander Stadnicki
Aleksander Stadnicki herbu Szreniawa bez Krzyża (ur. 27 lutego 1806 w Trzcinicy, zm. 19 grudnia 1861 we Lwowie) – polski prawnik i historyk, poseł galicyjskiego Sejmu Stanowego.

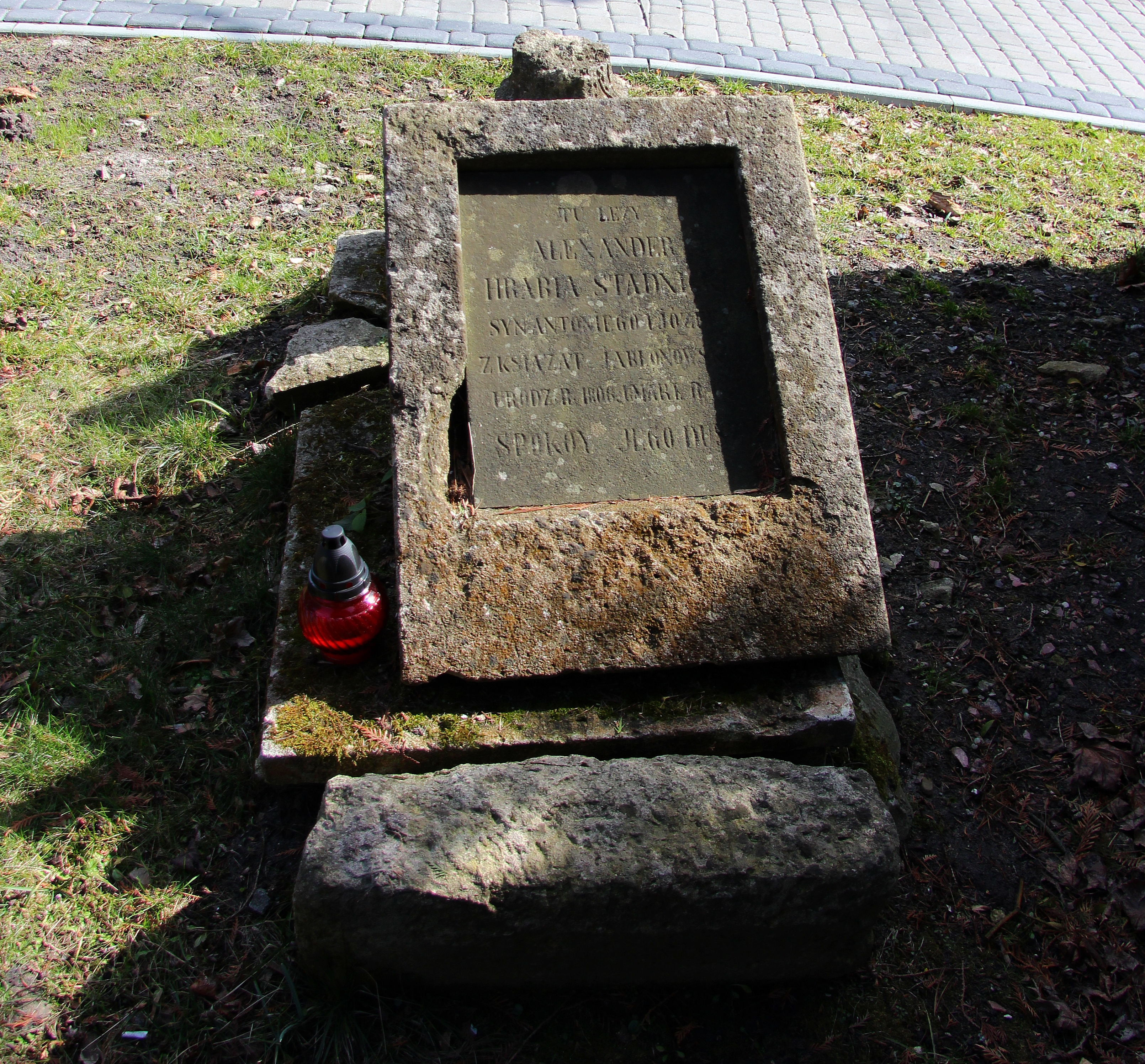
Nagrobek Aleksandra Stadnickiego

## Życiorys
Był synem historyka, hrabiego Antoniego Stadnickiego (1771–1836, właściciela Żmigrodu, obecnie Nowy Żmigród) i Józefy z książąt Jabłonowskich. Miał 3 braci: Kazimierza Piotra, Władysława (1810–1882) i Zygmunta (zmarł w dzieciństwie). Sam rodziny nie założył.
W 1826 roku ukończył studia prawnicze na Uniwersytecie Wiedeńskim. Od 1838 roku był nadetatowym sekretarzem gubernialnym w Gubernium Krajowym we Lwowie. Z grona magnatów uczestniczył w Sejmie Stanowym w latach 1827 i 1839. Zakończył służbę rządową w 1841 roku i przeniósł się do Trzcinicy. W 1843 roku znów pojawił się w Sejmie Stanowym i był autorem projektu nadania chłopom własności użytkowej ziemi. Później w pracach publicystycznych był również orędownikiem zniesienia pańszczyzny.
Od 1848 roku publikował swoje prace naukowe poświęcone m.in. osadnictwu wiejskiemu na prawie wołoskim, historii miast w dawnym województwie ruskim i statutom Kazimierza Wielkiego.
Został pochowany na Cmentarzu Łyczakowskim we Lwowie.